# Division spéciale présidentielle
La division spéciale présidentielle (DSP) est une unité militaire d'élite créée par le président zaïrois Mobutu Sese Seko en 1985 et chargée de sa sécurité personnelle.

## Historique
Appelée Brigade présidentielle spéciale avant d'être agrandie en 1986, elle était l'une des nombreuses forces directement liées au président, avec la Garde civile et le Service d'actions et de renseignements militaires. Formée par des conseillers israéliens, la DSP faisait partie des rares unités rémunérées de manière régulière. Elle était commandée par le cousin de Mobutu, le général Étienne Nzimbi Ngbale Kongo wa Basa. Les soldats sont recrutés uniquement dans la propre tribu de Mobutu. La DSP a été utilisée pour se débarrasser des opposants présumés. Des personnes ont été emmenées, torturées, emprisonnées sans jugement, exilées dans une autre partie du pays ou ont tout simplement disparu.
Après l'invasion du nord du Rwanda par l'Armée patriotique rwandaise au début de la guerre civile, Mobutu envoie plusieurs centaines de soldats de la DSP pour aider le gouvernement de Juvénal Habyarimana . La DSP disparaît pendant la Première guerre du Congo en 1996-1997, où elle constitue l'élite de l'armée de Mobutu.